# Качали (Польща)
Качали (пол. Kaczały) — село в Польщі, у гміні Нарва Гайнівського повіту Підляського воєводства.

## Назва
Назва походить від імені Качало.

## Історія
Засноване на незаселеній землі Сумацького болота над рікою Нарвою, отриманій перед 1544 роком Веремієм Качаловичем від більського намісника.
У 1975—1998 роках село належало до Білостоцького воєводства.